# 高橋廣樹
高橋廣樹（日语：／ Takahashi Hiroki，1974年9月7日—），日本的男性声优兼歌手。出身于东京都，血型O型，身高180cm，體重70Kg。

## 代表作及简评
- 義呆利 Axis Powers - 日本（柔美又沉穩的男子聲，將作品中傳統的日本男兒形象表現得相當溫文儒雅。）
- HUNTER×HUNTER - 西索 （以阴柔低哑又略带一丝颤抖的古怪嗓音，配合句尾略微上扬的语调，将西索既变态又令人捉摸不透的特质展露无遗，高桥广树也藉此成为备受关注的当红声优。）
- 网球王子 - 菊丸英二 （以俏皮可爱、活泼明亮的声调把菊丸英二演绎得活灵活现，为更多大众所熟知和喜爱。）
- 风格多样，声线属变化系，FANS常常要查聲優表才知其所配角色，变声技超强。
- 因此與他親密交友很深的聲優竹內順子，在以前「彼此互稱爺爺、奶奶，然後一直都在聲優的第一線」一起互相談夢想。

## 主要作品

### 电视动画
- 魔法少女猫（最中庵）
- Beast Machines - 森林劍士Darkscream）
- Get Ride！滑板战士（KK（クック・カーランド））
- 电光火石BOYS（斋紫吴）
- MOONLIGHT MILE（泽村耕介）
- 仰天人間（イイデス・セイバー）
- PAPUWA（リッキド）

1994年
- 超時空要塞7（金龍、DJ、戰艦士A）

1997年
- 流星花園（織部順平）

1998年
- 金田一少年之事件簿（瀧下間太郎）
- 魔法陣都市（アナウンサー）
- 烏龍派出所（Z-1、流星光的經紀人、日向劍兒）
- コジコジ（バレンタイン君、ひこぼし）
- 影技 SHADOW SKILL（アシュヴァール王、トヨ、密偵、側近 他）
- 発明BOYカニパン（ナムル）
- 開花天使（ジャック）
- 超級百變金剛（天王星 (變形金剛) / 参謀総長ヘルスクリーム、忍者マンティス、突撃親衛隊オートランチャー）
- 甜蜜小天使（第3作）（佐藤先生、山茶花レイ子の父）
- 夢之蠟筆王國（グット王子）

1999年
- 封神演义（风林）
- 金田一少年之事件簿（山本大五郎刑事、板倉克己）
- Cyber守护星第一期（Control）
- 數碼寶貝大冒險（熊仔獸／惡霸熊仔獸）
- HUNTER×HUNTER（西索）

2000年
- 數碼暴龍02（大輔的爸爸）
- 咕嚕咕嚕魔法陣‧心跳傳說（トカゲの一郎、ゴーレム、モンスター）
- 遊戲王-怪獸之決鬥（城之內克也）

2001年
- 足球小將3（尼巴烏魯）
- 辣妹當家（寿大和）
- 數碼寶貝馴獸師（小妖獸／墮天地獄獸、杜賓犬獸）
- 网球王子（菊丸英二、木更津亮、永山美智夫）

2002年
- 寻找满月（古雅葵）
- 哨声响起（风祭功）
- 轟炸超人（MAX/麥提/零號）

2003年
- 閃靈二人組（永野雄一郎）
- 魔法少年賈修（巴爾可．福爾高雷、哈利‧積德）
- 戰爭程序員白瀨（斎藤英樹）
- PAPUWA（力吉德）
- 鼻毛真拳（ゲチャッピ）

2004年
- 基地88（萨奇·范修塔尔）
- 机动战士GUNDAM SEED DESTINY（阿瑟．托莱因）
- 校园迷糊大王（播磨拳儿）
- 抓鬼天狗幫（愛德華）
- 东月西阳（广濑弘司）
- BURN-UP SCRAMBLE（鸣尾祐司）
- 光之美少女（皮薩德）
- 陆奥圆明流外传 修罗之刻（陆奥八云）

2005年
- Loveless（金华）
- 麵包超人（巧克力人〈第4代〉）

2006年
- 獸王星（タトウ）
- 少年陰陽師（六合）
- 校园迷糊大王 二学期（播磨拳儿/ ポンチ絵大魔王）
- 地上最强新娘（犬塚孝士/ パンダ）
- 麵包超人（すいとうくん、摺紙人〈第7代〉、可麗餅超人〈代演〉）
- 純愛手札 Only Love（犬飼洸也）
- 麻辣特公組（緒方参事官）
- NANA（遠藤章司）
- （瑪利露）
- RAY THE ANIMATION（篠山利明）

2007年
- 家庭教師HITMAN REBORN!（史佩爾畢‧史庫瓦羅）
- 數碼寶貝拯救隊（奧米加獸）
- 死亡筆記本（謝班尼、アナウンサーB）
- 七色★Drops（松田/ アーサー）

2008年
- RD 潛腦調查室（蒼井颯太）
- 假面女僕衛士（亨德利‧K‧斯德羅貝利菲爾德）
- 結界師(男)
- 地獄少女三鼎（仁志田晉）
- 新．安琪莉可 Abyss（萊恩）
- 新．安琪莉可 Abyss -Second Age-（萊恩）
- BUS GAMER（齊藤一雄）
- BLEACH（犬龍）

2009年
- 空中鞦韆（猪野誠司）
- 07-GHOST（溫爾塔舒茵‧古羅姆‧拉古斯）
- 魔力充電娘（近江閃登）
- 名偵探柯南(伴野ロベール)
- 義呆利 Axis Powers（日本、古巴）

2010年
- 世紀末超自然學院（斯馬爾、科学教師）
- 變形金剛進化版（柯博文）
- Heartcatch 光之美少女！（利岡ユウト）
- 神奇寶貝鑽石&珍珠（達克多）
- 戰鬥陀螺 鋼鐵奇兵 爆（周星）

2011年
- 惡魔奶爸（大魔王）
- 戰鬥陀螺 鋼鐵奇兵 4D（周星）
- Rio RainbowGate!（埃雷維斯）

2012年
- 新網球王子（菊丸英二）
- 名偵探柯南（村上卓也）
- 元氣少女緣結神（乙比古）
- 魔奇少年（撒共）

2013年
- 美食獵人TORIKO（艾爾克）
- 義呆利 The Beautiful World（日本）
- 蟲奉行（備前）

2014年
- HUNTER×HUNTER（「子」帕利士通·希爾）
- DRAMAtical Murder（紅雀）

2015年
- 義呆利 The World Twinkle（日本）
- 元氣少女緣結神◎（乙比古）
- 可愛的Muco（日语：いとしのムーコ）（むとう醫生）
- 櫻子小姐腳下埋著屍體（內海洋貴）

2016年
- 可愛的Muco（日语：いとしのムーコ）（廣播）
- 夢幻之星Online2 The Animation（門前守）
- Divine Gate（薛丁格）
- 灰與幻想的格林姆迦爾（希諾哈勒）
- 最終騎士（迪米特里歐）
- Scared Rider Xechs（錫木和樹）
- 終末的伊澤塔（吉克）
- 黑白來看守所（八島半藏）
- 航海王—萬國篇（比爾）

2017年
- 不正經的魔術講師與禁忌教典（阿爾貝特·弗雷澤）
- 王室教師海涅（多米托里）
- 夢幻慶典R（立花涼）
- 犬屋敷（刑警）

2018年
- 雷頓神秘偵探社 ～卡特莉的解謎事件簿～（ガーファンクル）
- 藍海少女！～Advance～（永遠野守）
- 刃牙（原島）
- 千銃士（鼻煙盒）
- 千緒的通學路（後藤老師[1]）
- 我讓最想被擁抱的男人給威脅了。（西條高人[2]）
- 錢進球場（關谷）
- 屁屁偵探（奇修教授）

2019年
- 多羅羅（田之介）
- 偶像夢幻祭（齋宮宗）
- 航海王—和之國篇（QUEEN）

2020年
- 索斯機械獸WILD ZERO（スピーゲル）

2021年
- 奇蛋物語 Wonder Egg Priority（分身）
- 緋紅結繫（賽特·鳴神）
- IDOLiSH7 Third BEAT!（月雲了）
- 入間同學入魔了！（羅諾威·羅斯貝特）
- 数码宝贝幽灵游戏（天之河北斗）
- 橘色榮耀！（中山涼馬）
- 世界盡頭的聖騎士（斯塔古內特[3]）

2022年
- 幻想三國誌 -天元靈心記-（劉曲）
- Love All Play（橫川祐介[4]）
- 新網球王子 U-17 世界盃（拉爾夫·萊因哈特[5]、菊丸英二）
- SPY×FAMILY間諜家家酒（奇斯·克卜勒[6]）
- 人類毛病大學（鬼頭丈二[7]）
- 龍族拼圖（博伊德）

2023年
- 虚構推理 Season2（梶尾隆也）
- 為美好的世界獻上爆焰！（飄三郎）
- 魔術士歐菲 流浪之旅 聖域篇（克拉貝）
- 屍體如山的死亡遊戲（雪車村天鵶）
- 逃走中 THE GREAT MISSION（真田幸村）

2024年
- 魔導具師妲莉亞永不妥協（伊凡諾·巴多爾[8]）
- 神之塔 -Tower of God- 王子的歸還 / 工房戰（烏雷克·馬奇諾[9]）
- 新網球王子 U-17 WORLD CUP SEMIFINAL（拉爾夫·萊因哈特、菊丸英二）
- 最狂輔助職業【話術士】世界最強戰團聽我號令（修格·柯貝流斯[10]）
- 七龍珠大魔（球神1號）

2025年
- 魔法使的約定（密斯拉[11]）
- 逃走中 THE GREAT MISSION（天草四郎）
- 搖滾樂是淑女的嗜好（小林真司）
- 新吊帶襪天使（主持人A、布萊晃）

### OVA
- R.O.D -READ OR DIE（玄奘三藏）
- HUNTER×HUNTER幻影旅团篇（西索）
  - HUNTER×HUNTER贪婪之岛上篇）
  - HUNTER×HUNTER贪婪之岛下篇）
- 网球王子全国大赛篇（菊丸英二、木更津亮）
- 夏色之砂时计（时枝刚士）
- BALDR FORCE EXE RESOLUTION（野野村优哉）
- 校园迷糊大王：一学期补习（播磨拳儿）
- 魔法小神童加旋之00F~擁有黃金胸部的男人（巴路高‧費路哥尼）

### 剧场版動畫
- 网球王子之二人的武士（菊丸英二）
- 网球王子之迹部的礼物（菊丸英二）
- 魔法小神童加旋之第101号魔物（巴路高‧費路哥尼）
- 魔法小神童加旋之机械巴鲁刚的来袭（巴路高‧費路哥尼）
- 圣斗士星矢之天界篇序曲（奥德修斯）

2019年
- 劇場版 為美好的世界獻上祝福！紅傳說（飄三郎[12]）

### 網路動畫
- 義呆利（日本〈本田菊〉、古巴）

2016年
- 怪物彈珠（大和田薰）

2017年
- 夢王國與沉睡中的100位王子殿下 短篇動畫（拉斯）

2020年
- 超级七龙珠群雄（米拉）

2021年
我讓最想被擁抱的男人給威脅了～西班牙篇（西條高人）

### 特攝
- KAMEN RIDER DRAGON KNIGHT（リッチー・プレストン/仮面ライダーインサイザー）
- 假面騎士x假面騎士x假面騎士 THE MOVIE 超·電王三部曲(Episode Yellow- 寶物DE END 的盜竊）(伊怖)

### 電子遊戲
- 夢幻奇緣2☆☆☆（席里維斯·沃倫·達利斯）
- 美少女夢工場4（魔界王子 巴洛亞）
- 弧光之源2-意志（ラッシュ）
- 真三國無雙7（賈充）
- 真三國無雙7 猛將傳（賈充）
- 真三國無雙7 帝王傳（賈充）
- 真三國無雙斬（賈充）
- 真三國無雙英傑傳（賈充）
- 真三國無雙8（賈充）
- Unlight（阿貝爾(アベル)）
- 命運之杖系列（ 維拉爾）
  - [PS2]命運之杖
  - [PSP]命運之杖 攜帶版
  - [PS2]命運之杖 ～通向未來的序言～
  - [PSP]命運之杖 ～通向未來的序言～ 攜帶版
  - [PSP]命運之杖2 ～在時空中沉沒的默示錄～
  - [PSP]命運之杖2 FD 〜君に捧げるエピローグ〜
- 我的黑手黨男神（伊肯納）
- 偶像夢幻祭（斎宮宗）
- 七龙珠系列（米拉）
- 街头霸王IV（隆）
- 街头霸王V（隆）
- 拳皇XIV（库克里）
- 仁王-東北之龍（伊達政宗）
- IDOLiSH7（月雲了）
- 在茜色世界與君詠唱（オロチ）
- 海貓悲鳴時（威拉德．H．萊特）
- SHADOW HEARTS Ⅱ（通称「ウル」)-(ウルムナフ・ボルテ・ヒュウガ（Urmnaf Bort Hyuga
- 夢間集（幽谷箜篌）
- 千銃士（タバティエール）
- SNK Heroine: Tag Team Frenzy（库克里）
- 無雙大蛇3（賈充）
- 人中之龍online（澤城丈）
- 最终幻想XIV：漆黑的反叛者（艾梅德賽爾克-哈迪斯）
- 魔法使的約定（密特拉）
- 任天堂明星大亂鬥系列（隆）
- TEPPEN（隆）
- 緋紅結繫（賽特·鳴神）
- 洛克人X DiVE（隆）
- 拳皇XV（库克里）
- 拳皇全明星（隆）
- 街头霸王VI（隆）
- 刀劍亂舞（笹貫）
- 第七史詩（不滅神機悟空）
- 絕區零 （萊特）
- [手機]美男惡徒 在闇夜中展開的惡愛（イケメンヴィラン 闇夜にひらく悪の戀）－{ヴィクトル(維克托)}

### 配音
電視/電影
| 年份 | 作品                       | 角色                                   | 演員          | 媒介                                        |
| ---- | -------------------------- | -------------------------------------- | ------------- | ------------------------------------------- |
| 2002 | 麥田捕手的女孩             | 荷頓                                   | 積·佳蘭賀     | DVD版本                                     |
| 2010 | 波斯王子：超時空之戰       | 達斯坦                                 | 積·佳蘭賀     | 影碟版本                                    |
| 2011 | 危機解密                   | 寇特·史蒂文斯                          | 積·佳蘭賀     | 影碟版本                                    |
| 2013 | 罪迷宮                     | 大衛·洛基                              | 積·佳蘭賀     | 影碟版本                                    |
| 2013 | 心敵                       | Adam                                   | 積·佳蘭賀     | 影碟版本                                    |
| 2014 | 頭條殺機                   | Louis Bloom                            | 積·佳蘭賀     | 影碟版本                                    |
| 2015 | 再戰擊情                   | 比利·霍普                              | 積·佳蘭賀     | 影碟版本                                    |
| 2015 | 愛情上半場·完              | Davis Mitchell                         | 積·佳蘭賀     | 影碟版本                                    |
| 2017 | 玉子                       | 尊尼·威爾科克斯                        | 積·佳蘭賀     | Netflix平台                                 |
| 2017 | 生命因妳更強               | 傑夫·鮑曼                              | 積·佳蘭賀     | 影碟版本                                    |
| 2018 | 藝海疑魂                   | 莫夫·范德沃爾特                        | 積·佳蘭賀     | Netflix平台                                 |
| 2019 | 蜘蛛俠：決戰千里           | 神秘法師/昆汀·貝克                     | 積·佳蘭賀     | 公映/影碟版本                               |
| 2009 | 狂野時速4                  | 拜仁·奧康納                            | 保羅·獲加     | 公映/影碟版本                               |
| 2011 | 狂野時速5                  | 拜仁·奧康納                            | 保羅·獲加     | 公映/影碟版本                               |
| 2013 | 狂野時速6                  | 拜仁·奧康納                            | 保羅·獲加     | 公映/影碟版本                               |
| 2013 | 玩命車手                   | Michael Woods                          | 保羅·獲加     | 影碟版本                                    |
| 2015 | 狂野時速7                  | 拜仁·奧康納                            | 保羅·獲加     | 公映/影碟版本                               |
| 2002 | 愛情白皮書                 | 歐陽掛居                               | 余文樂        | DVD版本                                     |
| 2004 | 江湖                       | 翼仔/少年洪仁就                        | 余文樂        | DVD版本                                     |
| 2005 | 猛龍                       | 洪其樂                                 | 余文樂        | DVD版本                                     |
| 2014 | 救火英雄                   | 游邦潮                                 | 余文樂        | 影碟版本                                    |
| 2017 | 悟空傳                     | 楊戩                                   | 余文樂        | 影碟版本                                    |
| 2012 | 畫皮2                      | 天狼國巫師                             | 費翔          | 影碟版本                                    |
| 2016 | 西遊記之孫悟空三打白骨精   | 國王                                   | 費翔          | 影碟版本                                    |
| 2006 | 植物園                     | 陳教授                                 | 林棟甫        | DVD版本                                     |
| 2007 | 龍虎門                     | 王小虎                                 | 謝霆鋒        | DVD版本                                     |
| 2009 | 海雲臺                     | 崔亨植                                 | 李民基        | DVD版本                                     |
| 2009 | Kamen Rider：Dragon Knight | Richie Preston/Ian （幪面超人Incisor） | Tony Moras    | 東映頻道/朝日電視台/Animax/衛星頻道/DVD版本 |
| 2009 | White Collar(全季)         | 尼亞·卡弗利                            | 馬修·波莫     | AXN/Dlife頻道/免費頻道/DVD版本              |
| 2011 | 辛亥革命                   | 林覺民                                 | 胡歌          | 公映/影碟版本                               |
| 2012 | 十二生肖                   | David                                  | 廖凡          | 影碟版本                                    |
| 2013 | 蘭陵王                     | 宇文邕                                 | 陳曉東        | DVD版本                                     |
| 2014 | 變種特攻：未來同盟戰       | 威廉·史崔克                            | 喬什·赫爾曼   | 公映/影碟版本                               |
| 2014 | 澤西男孩                   | 托米·德維托                            | 文森特·皮亞扎 | 影碟版本                                    |
| 2015 | 珠峰浩劫                   | 安德魯·哈里斯                          | 馬丁·亨德森   | 影碟版本                                    |
| 2015 | 巨鯨傳說：怒海中心         | Matthew Joy                            | 施利安·梅菲   | 影碟版本                                    |
| 2015 | 極速快遞                   | 法蘭克·馬丁                            | 艾德·斯克林   | 影碟版本                                    |
| 2016 | 尋龍傳說                   | 傑克                                   | 韋斯·本特利   | 公映/影碟版本                               |
| 2016 | 變種特攻：天啟滅世戰       | 威廉·史崔克                            | 喬什·赫爾曼   | 公映/影碟版本                               |
| 2016 | 情繫海邊之城               | 李·錢德勒                              | 加西·艾佛力   | 影碟版本                                    |
| 2018 | 狄仁傑之四大天王           | 圓測                                   | 阮經天        | 影碟版本                                    |

### 廣播劇CD
- 夢幻奇緣2系列（席里維斯·沃倫·達利斯）
- 理系男子。 （页面存档备份，存于）〜ぼくらの文化祭〜（輝金太郎）
- ワンド オブ フォーチュン シリーズ（ビラール・アサド・イスナーン・ファランバルド）
  - ワンド オブ フォーチュン ドラマCD 〜ちいさなまほうのものがたり〜
  - ワンド オブ フォーチュン ドラマCD 〜ルルのいない朝〜
  - ワンド オブ フォーチュン2 〜時空に沈む黙示録〜 ドラマCD「巡り会えた奇跡」

## 外部連結
- 個人網誌 （页面存档备份，存于）（日語）
- 事務所公開簡歷（日語）
- 高橋廣樹的聲優道，全3回完結，2016年11月23日最後查閱。（日語）
- 高橋廣樹的聲優道，完整中文翻譯 （页面存档备份，存于），全3回完結。（繁體中文）

1. ↑  . 電視動畫「千緒的通學路」官網.   [2018-06-05]. （原始内容存档于2018-06-12）.
2. ↑  . Comic Natalie. 2021-08-28  [2021-08-28]. （原始内容存档于2021-08-29） （日语）.
3. ↑  . Comic Natalie. 2022-04-02  [2022-04-02]. （原始内容存档于2022-04-27） （日语）.
4. ↑  . Comic Natalie. 2021-12-18  [2021-12-18]. （原始内容存档于2021-12-18） （日语）.
5. ↑  . Comic Natalie. 2022-06-26  [2022-06-26]. （原始内容存档于2022-07-07） （日语）.
6. ↑  . MANTANWEB. 2022-08-08  [2022-08-08]. （原始内容存档于2022-08-17） （日语）.
7. ↑  . Comic Natalie. 2024-03-22  [2024-03-22]. （原始内容存档于2024-03-30） （日语）.
8. ↑  . Comic Natalie. 2024-08-11  [2024-08-11]. （原始内容存档于2024-08-12） （日语）.
9. ↑  . Comic Natalie. 2024-12-04  [2024-12-04]. （原始内容存档于2024-12-26） （日语）.
10. ↑  . Comic Natalie. 2024-04-24  [2024-04-24]. （原始内容存档于2024-04-24） （日语）.
11. ↑  . 劇場版 為美好的世界獻上祝福！紅傳說 公式官網.   [2019-07-21]. （原始内容存档于2019-07-20） （日语）.